# آتلانتروپا

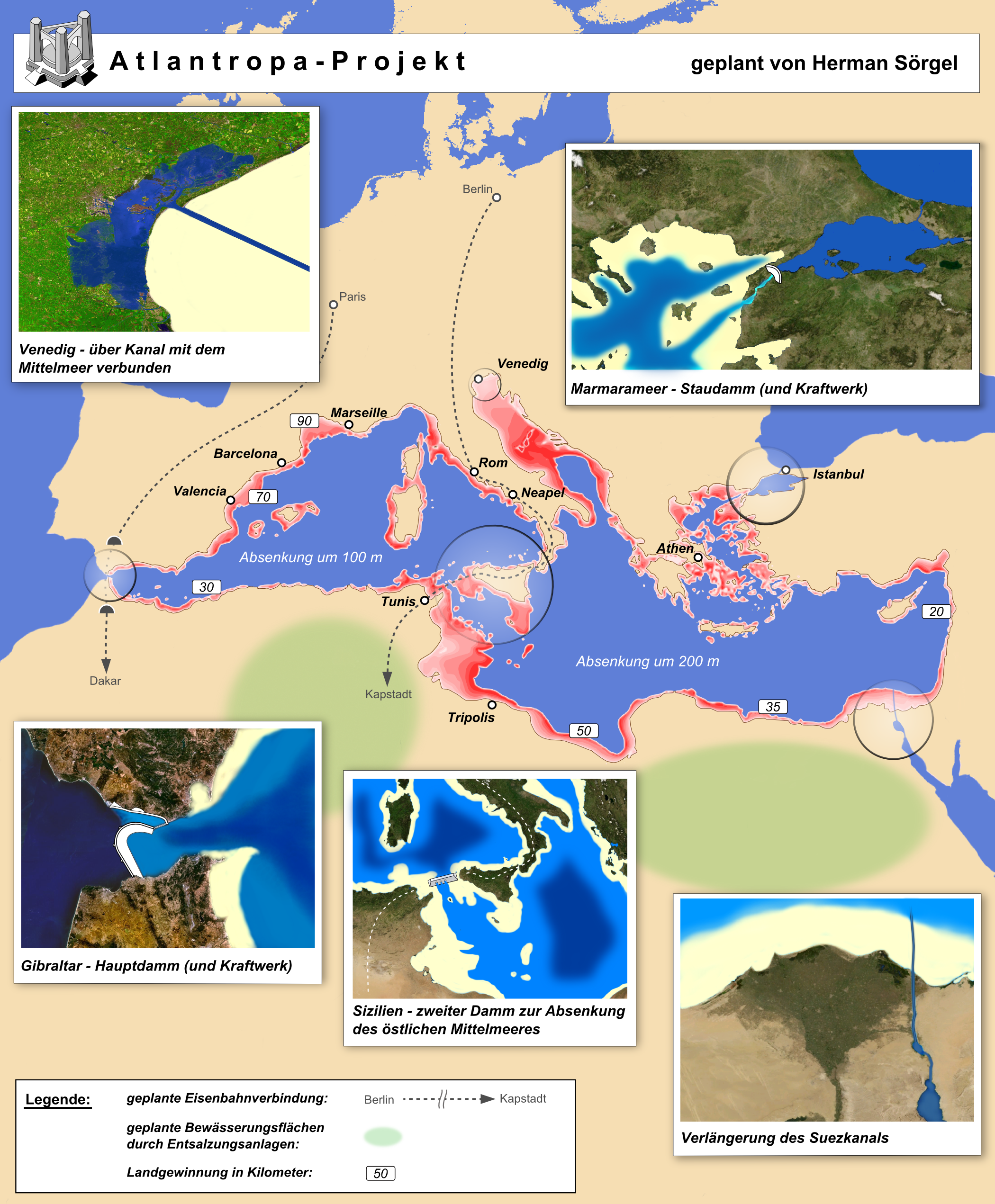
نقشه پروژه آتلانتروپا (به آلمانی).

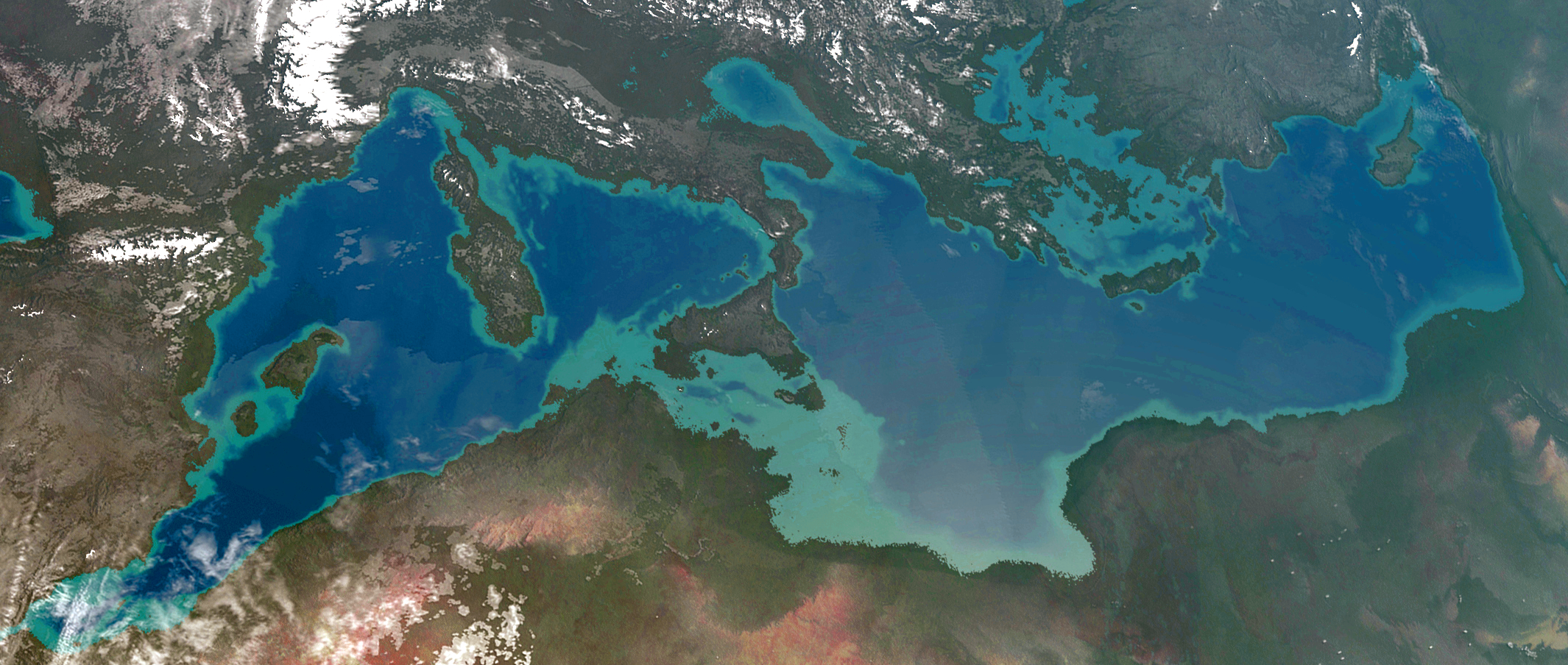
برداشت هنرمند از منطقه مدیترانه با پروژه آتلانتروپا.

آتلانتروپا یا پانروپا، یک پروژه مهندسی عظیم بود که توسط معمار آلمانی هرمان زورگل در دهه ۱۹۲۰ طراحی شد و تا زمان مرگش در سال ۱۹۵۲ توسط او ترویج شد ,. این پروژه ساخت چندین سد برق آبی در نقاط کلیدی دریای مدیترانه، مانند تنگه جبل الطارق و بسفر، به منظور کاهش سطح دریا و ایجاد زمین‌های جدید برای استعمار بود. این به عنوان یک جایگزین صلح آمیز پان‌اروپایی به شکل لبنس‌راوم پیشنهاد شده بود.

## پروژه

### سازمان
آتلانتروپا از درک جدید رویداد مسینیان الهام گرفته شده‌است، یک رویداد زمین‌شناسی پان مدیترانه ای که ۵ تا ۶ میلیون سال پیش رخ داده‌است. زمین شناسان معاصر نشان داده‌اند که رسوبات نمک بزرگی که سواحل مدیترانه را احاطه کرده‌اند، نتیجه انزوای جزئی آن توسط تنگ شدن خطوط دریایی است که اقیانوس اطلس را به هم متصل می‌کند. امروزه اکثر زمین شناسان بر این باورند که دریای مدیترانه در این دوره دستخوش یک عقب‌نشینی بزرگ حداقل چند صد متری شده‌است.
اساس این پروژه ساخت یک سد عظیم برق آبی به طول ۳۵ کیلومتر در طول تنگه جبل الطارق بود که می‌توانست دریای مدیترانه را از اقیانوس اطلس جدا کند. این سد باید بیش از ۸۸۰۰۰ مترمکعب آب در ثانیه جریان داشته باشد که امکان تولید حداقل ۵۰۰۰۰ مگاوات تقریباً معادل ۳۱ رآکتور آب فشرده اروپایی را می‌دهد. این سد توسط برونو زیگوارت طراحی شد و قرار بود شامل نیروگاه‌های برق آبی زیرزمینی و مجموعه ای از کانال‌ها و سد سلولی باشد. در این طرح آمده بود که این سدهای سلولی در سمت اقیانوس اطلس با برجی به ارتفاع بیش از ۴۰۰ متر مشخص شوند.
به منظور محدود کردن ارتفاع آن، سد را به شکل زانویی کشیده بودند تا اندازه ممکن در مناطق کم عمق قرار گیرد. به این ترتیب، تنها یک بخش پنج کیلومتری به جای دوازده کیلومتر، به اندازه عرض تنگه، در منطقه ای با آب عمیق‌تر قرار می‌گرفت.
این ساخت و ساز امکان محدود کردن آب دریای مدیترانه را فراهم می‌کرد که سطح آن تا ۲۰٪ کاهش می‌یافت. (اگر میزان افت آب، یک متر در سال بود، در کمتر از ۲۰۰۰ سال به‌طور کامل ناپدید می‌شد). بر اساس محاسبات، اگر سطح دریا ۸۰ سانتیمتر در سال کاهش یابد، دو قرن طول می‌کشد تا به سطح مطلوب برسد. این امر امکان به دست آوردن ۲۳۳۰۰۰ کیلومتر مربع زمین بایر، تقریباً به اندازه مساحت کشور رومانی، عمدتاً در منطقه شمال آفریقا را فراهم می‌کرد.
علاوه بر این، دو خط راه‌آهن برنامه‌ریزی شده بود که برلین، رم و کیپ تاون را به هم متصل می‌کرد.
این پروژه همچنین ساخت یک سد دوم کوچکتر را بین چکمه ایتالیا، سیسیل و تونس فراهم می‌کرد. سپس دریای مدیترانه به دو حوضه تقسیم می‌شد. حوضه غربی ۱۰۰ متر پایین‌تر از حد معمول و حوضه شرقی ۲۰۰ متر پایین‌تر از حد معمول قرار می‌گرفت. سد بین این دو حوضه با توجه به کاهش طولانی مدت منابع زغال سنگ و نفت، امکان تولید انرژی الکتریکی را فراهم می‌کرد.
بنابراین اروپا ابزار تولید انرژی کافی برای کل قلمرو خود را در اختیار داشت.
زورگل تولید برق را به لطف دریاچه‌های آفریقا پیش‌بینی کرده بود. از طریق سه خط ولتاژ بسیار بالا به اروپا منتقل می‌شد. اولی از تنگه جبل الطارق می‌گذشت، دومی از طریق مصر، فلسطین و سوریه با دریای مدیترانه هم‌مرز می‌شد تا از طریق دریای سیاه و دره دانوب وارد اروپا شود. سومین کابل به لطف کابل زیردریایی بین آفریقای شمالی و ایتالیا از طریق سیسیل پیوند داده می‌شد.
پایین آمدن سطح دریای مدیترانه باعث خشک شدن تقریباً تمام شهرها و بنادر همجوار با آن می‌شد. معمار پیتر بهرنز خاکریزهایی را برای حفظ بنادر تاریخی مانند جنوآ یا ونیز در آب متصور شده بود و برنامه‌های برای بنادر جدید تصور و طراحی کرده‌بود.
قرار بود سدی بر روی رودخانه کنگو ساخته شود تا دریاچه مصنوعی بسیار بزرگی ایجاد شود که بخشی از آب آن از طریق دریاچه چاد برای آبیاری صحرا استفاده شود.
پایین آمدن دریای مدیترانه امکان تولید مقادیر زیادی انرژی الکتریکی را فراهم می‌کرد و رشد صنعت را تضمین می‌کرد. برخلاف سوخت‌های فسیلی، این منبع انرژی در معرض کاهش قرار نمی‌گرفت. بخش‌های وسیعی زمین برای کشاورزی آزاد می‌شد، از جمله صحرا که با استفاده از سه دریاچه ساخته دست بشر به اندازه یک دریا در آفریقا آبیاری می‌شد. پروژه‌های عمومی بسیار بزرگی که قرار بود بیش از یک قرن طول بکشد، بیکاری را کاهش دهد و به‌دست آوردن زمین‌های جدید فشار ازدیاد جمعیت را کاهش می‌داد، که به عقیده زورگل علت اصلی ناآرامی‌های سیاسی در اروپا بود. او همچنین معتقد بود که تأثیر این پروژه بر اقلیم فقط می‌تواند مفید باشد
و اینکه آب و هوا را می‌توان تا جایی که جزایر بریتانیا به سمت بهتر شدن تغییر داد زیرا یک جریان گلف استریم کارآمدتر می‌تواند زمستان‌های گرم تری ایجاد کند. کنترل یک آتلانتروپای یکپارچه، منبع انرژی اضافی و سنگری در برابر خطر زرد مردمان آسیایی خواهد بود.

### اهداف
هدف آرمان‌شهری حل تمام مشکلات عمده تمدن اروپایی از طریق ایجاد قاره جدیدی به نام «آتلانتروپا» متشکل از اروپا و آفریقا بود که ساکنان آن اروپایی‌ها خواهند بود. زورگل متقاعد شده بود که اروپا برای ماندن در رقابت در برابر قاره آمریکا و " پان آسیای " شرقیِ در حال ظهور، باید خودکفا شود، که به معنای مالکیت قلمروها در همه مناطق آب و هوایی است. آسیا برای همیشه برای اروپایی‌ها راز باقی می‌ماند و بریتانیایی‌ها نمی‌توانند امپراتوری جهانی خود را در درازمدت حفظ کنند، بنابراین تلاش مشترک اروپا برای استعمار آفریقا لازم بود
هدف اصلی این پروژه تولید انرژی، دستیابی به اراضی جدید با کاهش سطح دریای مدیترانه و در نهایت اتحاد بین قاره اروپا و آفریقا بود. اروپا منبع بی‌پایانی انرژی (سوخت و برق) می‌داشت که اروپایی‌ها را در یک پروژه صلح‌آمیز مشترک متحد می‌کرد، زمین جدیدی برای کشاورزی و صنعت فراهم می‌کرد و این قاره را به آفریقا وصل می‌کرد.
این امر همچنین به عبارت دیگر، پیوند اروپا را به آفریقا امکان‌پذیر می‌کرد که به گفته مخترع آن می‌توانست تأثیرات زیادی داشته باشد. تأمین مواد اولیه، آبیاری صحرا، ایجاد مرکز ژئوپلیتیک جهانی در ژنو.
سرانجام، آتلانتروپا تضمینی قطعی برای بعضی بازارهای صنعتی و تجاری اروپا ایجاد می‌کرد.
زورگل پروژه خود را که قرار بود بیش از یک قرن به طول بینجامد، به عنوان یک جایگزین صلح آمیز پان‌اروپایی برای مفاهیم لبنس‌راوم آلمان نازی می‌دید که بعدها تبدیل به یکی از دلایل اعلام شده برای تسخیر سرزمین‌های جدید توسط آلمان نازی شد. آتلانتروپا، زمین، غذا، شغل، برق و مهم‌تر از همه، چشم‌انداز جدید برای اروپا و آفریقا را فراهم می‌کرد.
جنبش آتلانتروپا در طول دهه‌ها با چهار ثابت مشخص شده‌است:
- صلح‌طلبی در وعده‌های خود مبنی بر استفاده صلح‌آمیز از فناوری
- احساسات پان اروپایی، که این پروژه را راهی برای متحد کردن اروپای جنگ زده می‌داند
- نگرش اروپامحور نسبت به آفریقا، که قرار بود با اروپا متحد شود تا آتلانتروپ یا اورافریک را تشکیل دهد.
- ژئوپلیتیک نواستعماری که جهان را به سه بلوک تقسیم می‌کرد: آمریکا، آسیا و آتلانتروپ.[۷]

## ترویج

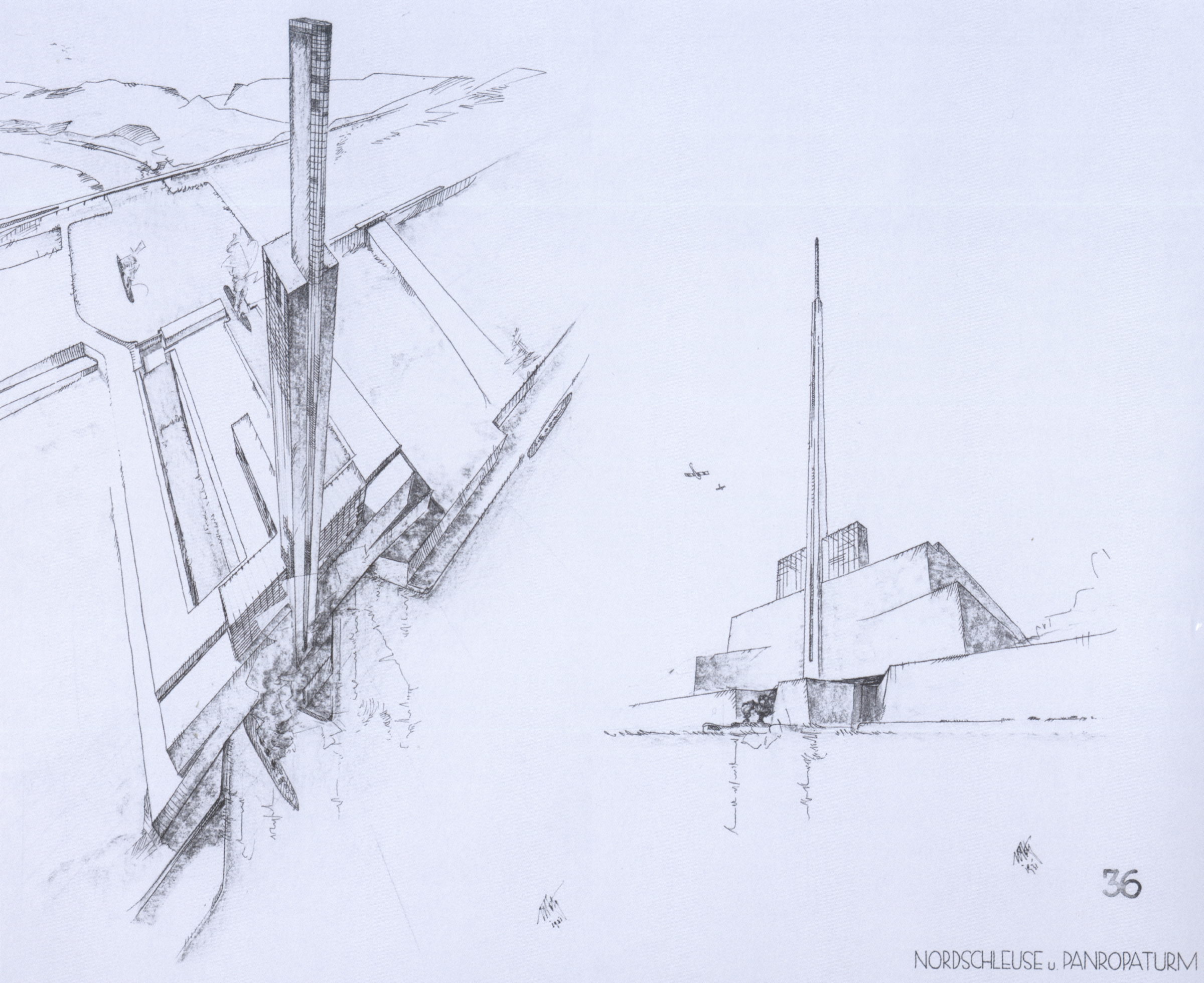
دروازه سد جبل الطارق توسط پیتر بهرنز در سال ۱۹۳۱ طراحی شد.

اگرچه این پروژه ناقص بود، اما برای نخستین بار در ۱۸ مارس ۲۰۲۵ به نمایش عموم قرار گرفت. در آن زمان، نیویورک تایمز مقاله ای در این باره منتشر کرد. هرمان زورگل سپس به نمایشگاه جهانی بارسلون در سال ۱۹۲۹ دعوت شد.
یک نمایشگاه سیار در آلمان و اتریش برای تبلیغ این پروژه و جمع‌آوری بودجه شروع کار در حرکت بود. این پروژه توسط انجمن آتلانتروپا " اداره می‌شد. این نمایشگاه در سال ۱۹۳۰ به مونیخ، در سال ۱۹۳۱ به اسن، هامبورگ و برلین و در سال ۱۹۳۲ به زوریخ، مونیخ و دورتموند منتقل شد و باعث شگفتی بازدیدکنندگان شد و متعاقباً منجر به سیل مقالات، کتاب‌ها، سخنرانی‌ها، فیلم‌ها و نمایشگاه‌های جدید شد. این نشان دهنده علاقه برانگیخته شده توسط این پروژه بود.
با روی کار آمدن حزب ناسیونال سوسیالیست کارگران آلمان در سال ۱۹۳۳، زورگل جاه طلبی‌های بیشتری در مورد پروژه خود داشت، با قدرت جدید ارتباط برقرار کرد، پروژه خود را افشا کرد و طرح‌ها و نقشه‌های زیادی را ارائه کرد. متأسفانه برای او، آلمانی‌ها پروژه‌های مشابه او نداشتند: آدولف هیتلر قبلاً اراده خود را در کتابش، نبرد من ابراز کرده بود تا کنترل آلمان را نه به سمت جنوب، بلکه به سمت شرق گسترش دهد.
زورگل همچنین برای ارائه پروژه خود در نمایشگاه جهانی نیویورک در سال ۱۹۳۹ دعوت شد.
جان کنیتل، رمان‌نویس، در کتاب «آمده» (Amedée)، که در سال ۱۹۳۹ نوشته شده، یک مهندس سوئیسی را به تصویر می‌کشد که به ضرورت این پروژه متقاعد شده‌است. بارها و بارها، این رمان این ایده عالی را توضیح می‌دهد. پیشگفتار این رمان به ما می‌گوید: «نویسنده در توافق با هرمان زورگل، پروژه آتلانتروپا را در جلد حاضر از طریق شخصیت اصلی آن به نمایش گذاشته‌است.».
مطالب تبلیغاتی تولید شده برای آتلانتروپا توسط زورگل و حامیانش شامل طرح‌ها، نقشه‌ها و مدل‌های مقیاس از چندین سد و بندر جدید در دریای مدیترانه، نماهایی از سد جبل الطارق با تاج ۴۰۰ متری (۱۳۰۰ فوت) طراحی شده توسط پیتر بهرنز، پیش‌بینی رشد تولیدات کشاورزی، طرح‌هایی از یک شبکه برق سراسری اقیانوس اطلس، و حتی مقرراتی برای حفاظت از ونیز به عنوان یک نقطه عطف فرهنگی. نگرانی در مورد تغییرات آب و هوا یا زلزله، زمانی که ذکر شد، به جای منفی، مثبت معرفی شد. کتاب «سه آ» Die Drei Grossen A، که توسط زورگه در سال ۱۹۳۸ منتشر شد، نقل قولی از هیتلر را در روی جلد آن می‌آورد تا نشان دهد که این مفهوم با ایدئولوژی نازی‌ها مطابقت دارد.
پس از جنگ جهانی دوم، زمانی که متفقین به دنبال ایجاد روابط نزدیکتر با مستعمرات خود در آفریقا به منظور مبارزه با نفوذ فزاینده مارکسیستی در آن منطقه بودند، این علاقه دوباره احیا شد، اما اختراع انرژی هسته ای، هزینه اجرایی بسیار زیاد این پروژه و پایان دوره استعمار، عواملی بودند که ایجاد آتلانتروپا را از نظر سیاسی غیرممکن نمودند، با وجود اینکه مؤسسه آتلانتروپا تا سال ۱۹۶۰ به حیات خود ادامه داد.

## هرمان زورگل
پروژه آتلانتروپا زندگی هرمان زورگل را از سال ۱۹۲۸ تا زمان مرگش در سال ۱۹۵۲ به خود اختصاص داد. او در طول زندگی خود برای تبلیغ پروژه خود تلاش کرد. از طریق این پروژه، زورگل می‌خواست یک مرکز ژئوپلیتیک جهانی، یک قاره جدید ایجاد کند که امکان اتحاد آفریقا و اروپا را فراهم می‌کرد. هیچ چیز برای وی غیرقابل حل به نظر نمی‌رسید، حتی ورود پدیده انرژی هسته ای.
او با تدوین پروژه آتلانتروپا هدف درخشش جهانی را دنبال می‌کد. در واقع، جهان به این ترتیب به سه آ تقسیم می‌شد. آمریکا، آتلانتروپا و آسیا. او معتقد بود که این تنها راه اروپا برای مقابله با سرمایه‌های آمریکایی و جمعیت آسیایی خواهد بود. علاوه بر این، اروپا به این ترتیب دسترسی مستقیم و ممتاز به مواد خام آفریقایی پیدا می‌کرد.
او پروژه خود را بیش از هر چیز برای انسان تنظیم کرده بود تا انسان جدید را تبلیغ کند. او می‌خواست مشکلات پیش روی تمدن اروپایی را حل کند: «یا آتلانتروپا یا زوال جهان».
زورگل برای اینکه هیچ شانسی را از دست ندهد با چند تن از مهندسان و همکارانش تماس گرفت:
- محور پروژه او، سد تنگه جبل الطارق، توسط نزدیکترین همکارش، مهندس برونو زیگوارت، مدیر شرکت Royal Dutch Shell رویال داچ شل طراحی شد؛
- معمار پیتر بهرنز پروژه‌هایی را برای ساخت بنادر جدید انجام داد و همچنین ایده حفاظت از زیباترین و قدیمی‌ترین بنادر را عنوان نمود؛
- اریش مندلزون سرانجام مسئولیت توسعه فلسطین را بر عهده گرفت، فلسطینی که به دنبال کاهش سطح دریای مدیترانه، قلمرو بزرگتری می‌داشت. این عناصر می‌توانستند قبل از شروع آن و استقرار استعمارگران یهودی اجازه حل مناقشه اسرائیل و فلسطین را بدهند.

زورگل متون، نقشه‌ها و طرح‌های متعددی را برای حمایت از پروژه خود و معتبر ساختن آن تولید کرد. مهم‌ترین و پرشمارترین آثار او در مجموع قبل از به قدرت رسیدن نازی‌ها منتشر شد. آنها این پروژه را جالب نمی‌دانستند، زیرا دیدگاه توسعه طلبانه آنها بیشتر به سمت شرق بود. علاوه بر این، زورگل در پروژه خود دیدگاهی صلح‌طلبانه داشت، که در مورد نازیسم صدق نمی‌کرد و این موضوع باعث شد تا برای او در طول جنگ جهانی دوم در آلمان ممنوعیت انتشار را به همراه داشته باشد.
زورگل ساخت و ساز و حرکت در شهر را تا حدودی شبیه به فریتز لانگ در فیلم متروپلیس خود می‌نگریست.

## انتقادات
حمایت فعال عمدتاً از سوی معماران و برنامه ریزان شهری در آلمان و تعدادی از کشورهای اروپای شمالی صورت گرفت.
منتقدان این پروژه را به دلایل مختلفی به چالش کشیدند، از عدم همکاری کشورهای مدیترانه در برنامه‌ریزی گرفته تا تأثیراتی که بر جوامع تاریخی ساحلی می‌گذاشت، که با فروکش دریا به داخل خشکی ختم می‌شوند.
این پروژه از اواخر دهه ۱۹۲۰ تا اوایل دهه ۱۹۳۰ و سپس به‌طور خلاصه از اواخر دهه ۱۹۴۰ تا اوایل دهه ۱۹۵۰ از محبوبیت زیادی برخوردار شد، اما پس از مرگ زورگل به سرعت از گفتمان جریان اصلی کنار گذاشته شد.
از آن زمان، اکثر پیشنهادات برای سدسازی تنگه جبل الطارق بر پتانسیل برق آبی چنین پروژه ای متمرکز شده‌است و کاهش قابل توجهی از سطح دریای مدیترانه را در نظر نمی‌گیرد. یک ایده جدید نیز مطرح شده‌است که شامل یک سد پارچه ای کششی بین اروپا و شمال آفریقا در تنگه جبل الطارق است برای مقابله با هر گونه افزایش سطح آب در سطح جهانی در آینده در خارج از حوضه دریای مدیترانه.

## در داستان
- در فیلم استاد قلعه مرتفع فیلیپ کی دیک (۱۹۶۲)، پروژه آتلانتروپا کم و بیش دنبال شده، دریای مدیترانه خالی شده و با زمینهای حاصلخیز عظیمی جایگزین شده‌است.
- در دوگانه دن سیمونز، ایلیوم و المپوس نیز دریای مدیترانه خالی شده و زمین‌های قابل کشت جایگزین آن شده‌است.

## کتابشناسی - فهرست کتب
- (آلمانی) Herman Sörgel (1929), Mittelmeer-Senkung. Sahara-Bewässerung = Lowering the Mediterranean, Irrigating the Sahara (Panropa Project), pamphlet. Leipzig: J.M. Gebhardt.
- (آلمانی) Sörgel, Herman (1931). Europa-Afrika: ein Weltteil. pp. 983–987. Retrieved 2018-02-09.
- (آلمانی) Herman Sörgel (1932), Atlantropa (3rd, illustrated ed.), Zürich: Fretz & Wasmuth.
- (آلمانی) Sörgel, Herman (1932), Atlantropa. Munich: Piloty & Löhle.
- (انگلیسی) Sörgel, Herman (1933). Foreword to "Technokratie – die neue Heilslehre" by Wayne W. Parrish. Munich: R. Piper & Co.
- (آلمانی) Sörgel, Herman (1938). Die drei großen "A". Großdeutschland und italienisches Imperium, die Pfeiler Atlantropas. [Amerika, Atlantropa, Asien]. Munich: Piloty & Loehle.
- (آلمانی) Sörgel, Herman (1942). Atlantropa-ABC: Kraft, Raum, Brot. Erläuterungen zum Atlantropa-Projekt. Leipzig: Arnd.
- (انگلیسی) Sörgel, Herman (1948). Foreword to "Atlantropa. Wesenszüge eines Projekts" by John Knittel. Stuttgart: Behrendt.
- (انگلیسی) Cathcart, R.B. (1983). "Mediterranean Basin-Sahara Reclamation". Speculations in Science and Technology. 6: 150–152.
- (انگلیسی) Cathcart, R.B. (1983). "Macro-engineering Transformation of the Mediterranean Sea and Africa". World Futures. 19 (1–2): 111–121. doi:.
- (انگلیسی) Cathcart, R.B. (1985). "What if We Lowered the Mediterranean Sea?". Speculations in Science and Technology. 8: 7–15.
- (انگلیسی) Cathcart, R.B. (1995). "Mitigative Anthropogeomorphology: a revived 'plan' for the Mediterranean Sea Basin and the Sahara". Terra Nova: The European Journal of Geosciences. 7 (6): 636–640. doi:10.1111/j.1365-3121.1995.tb00713.x.
- (انگلیسی) Cathcart, R.B. (1998). "Land Art as global warming or cooling antidote". Speculations in Science and Technology. 21 (2): 65–72. doi:10.1023/A:1005349611054. S2CID 115543652.
- (آلمانی) Wolfgang Voigt, Atlantropa: Weltbauen am Mittelmeer. Ein Architektentraum der Moderne. Dölling und Galitz, Hamburg 1998 شابک ‎۳-۹۳۳۳۷۴-۰۵-۷.
- (آلمانی) Gall, Alexander (1998). Das Atlantropa-Projekt: die Geschichte einer gescheiterten Vision: Hermann Sörgel und die Absenkung des Mittelmeeres (in German). Frankfurt: Campus-Verlag. شابک ‎۹۷۸-۳-۵۹۳-۳۵۹۸۸-۵.
- (آلمانی) Gall, Alexander (2006). "Atlantropa: A Technological Vision of a United Europe". In Erik van der Vleuten; Arne Kaijser (eds.). Networking Europe. Transnational Infrastructures and the Shaping of Europe, 1850–2000. Sagamore Beach: Science History Publications. pp. 99–128. شابک ‎۰-۸۸۱۳۵-۳۹۴-۹.
- Courrier international, L'Atlas des atlas, Arthaud, 2008 شابک ‎۹۷۸−۲۷۰۰۳۰۱۶۸۷, ص. 170-173

: Atlantropa, le rêve fou d'un architecte visionnaire, par Stefan Jonsson.